# Вид на жительство (фильм, 1990)
«Вид на жительство» — мелодрама 1990 года совместного производства Франции, Австралии и США, снятый режиссёром Питером Уиром. Премьера фильма состоялась 23 декабря 1990 года в США.

## Сюжет
Эмигрант из Франции Жорж (Жерар Депардьё) и американка Бронте (Энди Макдауэлл), желающая сохранить квартиру, в которой расположена дорогая её сердцу теплица, решают заключить фиктивный брак. Когда этим случаем начинают интересоваться иммиграционные службы, Жорж и Бронте оказываются перед необходимостью поближе узнать друг друга, чтобы как следует подготовиться к собеседованию с властями. Они вынуждены несколько дней провести рядом друг с другом. Вначале фиктивные супруги ужасно раздражают друг друга, но со временем их чувства перерастают в любовь. Во время беседы с иммиграционной комиссией герой Депардьё случайно оговаривается, из-за чего участник комиссии понимает, что эта пара заключила фиктивный брак, но из-за симпатии к французу участник комиссии решает тихо отослать его из США, не привлекая к уголовной ответственности добропорядочную милую американку.

## В ролях
- Жерар Депардьё — Жорж
- Энди Макдауэлл — Бронте
- Биби Ньюирт — Лорен
- Грегг Эдельман — Фил
- Джесси Кеосян — миссис Бёрд
- Роберт Проски — адвокат Бронте
- Итан Филлипс — Горски
- Мэри Луиза Уилсон — миссис Шихан

## Награды и номинации
- 1991 — номинация на премию «Оскар» за лучший оригинальный сценарий (Питер Уир).
- 1991 — две премии «Золотой глобус» за лучший фильм (комедию или мюзикл) и за лучшую мужскую роль в комедии или мюзикле (Жерар Депардьё), а также номинация в категории «лучшая женская роль в комедии или мюзикле» (Энди Макдауэлл).
- 1991 — номинация на премию Гильдии сценаристов США за лучший оригинальный сценарий (Питер Уир).
- 1992 — номинация на премию BAFTA за лучший оригинальный сценарий (Питер Уир).